# Marignac-Laspeyres
Pour les articles homonymes, voir Marignac.
Marignac-Laspeyres est une commune française située dans le centre du département de la Haute-Garonne, en région Occitanie.
Sur le plan historique et culturel, la commune est dans le pays de Comminges, correspondant à l’ancien comté de Comminges, circonscription de la province de Gascogne située sur les départements actuels du Gers, de la Haute-Garonne, des Hautes-Pyrénées et de l'Ariège. Exposée à un climat océanique altéré, elle est drainée par le Bernès, le ruisseau de Jounades et par divers autres petits cours d'eau. La commune possède un patrimoine naturel remarquable composé de deux zones naturelles d'intérêt écologique, faunistique et floristique.
Marignac-Laspeyres est une commune rurale qui compte 199 habitants en 2022, après avoir connu un pic de population de 530 habitants en 1821. Ses habitants sont appelés les Maripeyrains ou  Maripeyraines.

## Géographie

### Localisation
La commune de Marignac-Laspeyres se trouve dans le département de la Haute-Garonne, en région Occitanie.
Elle se situe à 58 km à vol d'oiseau de Toulouse, préfecture du département, à 40 km de Muret, sous-préfecture, et à 10 km de Cazères, bureau centralisateur du canton de Cazères dont dépend la commune depuis 2015 pour les élections départementales.
La commune fait en outre partie du bassin de vie de Martres-Tolosane.
Les communes les plus proches sont : 
Terrebasse (2,6 km), Alan (2,6 km), Le Fréchet (3,7 km), Bachas (3,9 km), Sana (4,0 km), Martres-Tolosane (4,1 km), Boussens (4,4 km), Lescuns (4,8 km).
Sur le plan historique et culturel, Marignac-Laspeyres fait partie du pays de Comminges, correspondant à l’ancien comté de Comminges, circonscription de la province de Gascogne située sur les départements actuels du Gers, de la Haute-Garonne, des Hautes-Pyrénées et de l'Ariège.
Marignac-Laspeyres est limitrophe de quatre autres communes.
Les communes limitrophes sont  Alan, Le Fréchet, Martres-Tolosane et Terrebasse.
|            | Terrebasse         |                  |
| Alan       | Marignac-Laspeyres |                  |
| Le Fréchet |                    | Martres-Tolosane |

### Géologie et relief
La superficie de la commune est de 1 241 hectares ; son altitude varie de 285  à   530 mètres.

### Hydrographie

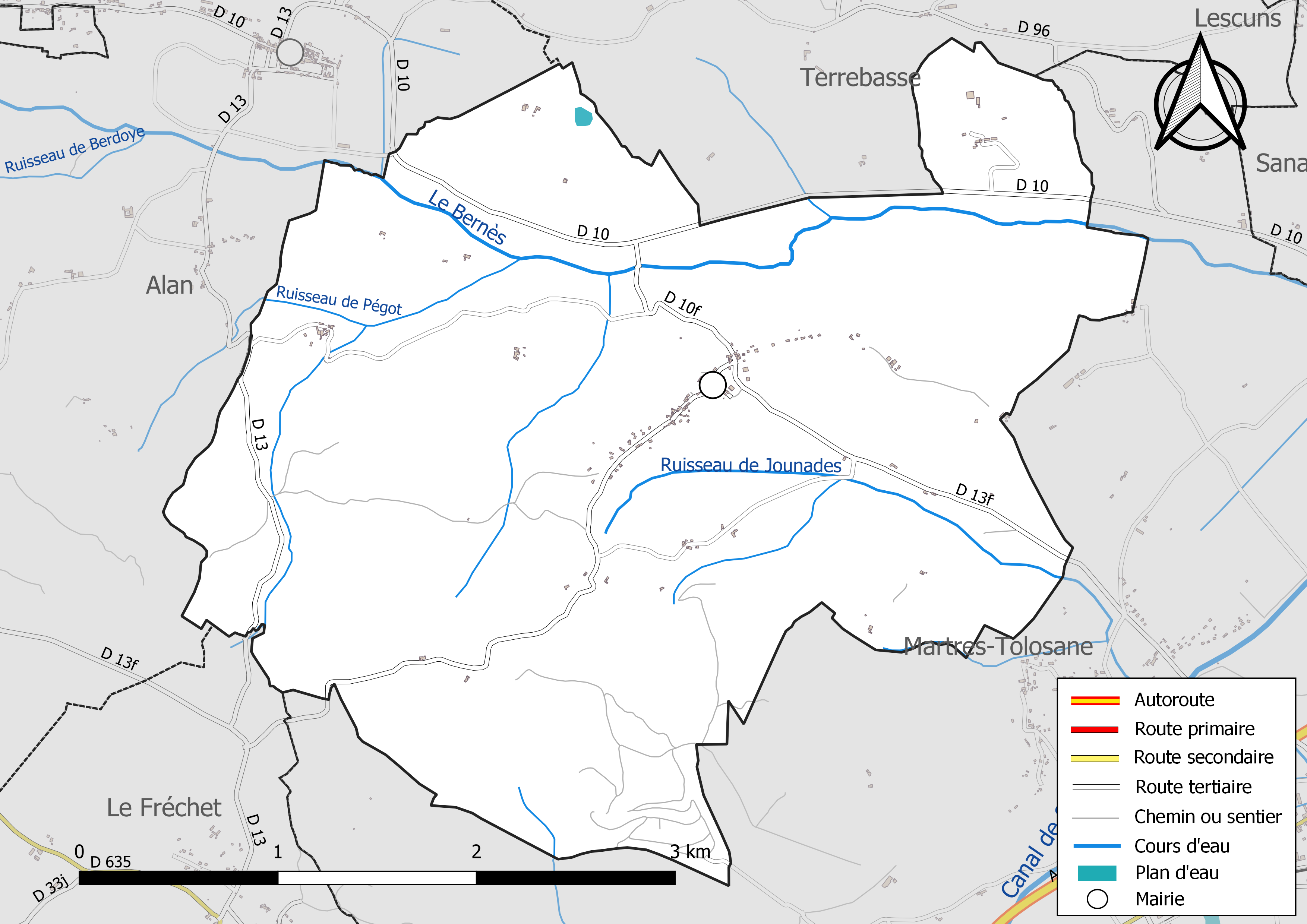
Réseaux hydrographique et routier de Marignac-Laspeyres.

La commune est dans le bassin de la Garonne, au sein du bassin hydrographique Adour-Garonne. Elle est drainée par le Bernès, le ruisseau de Jounades, le ruisseau de Pégot et par divers petits cours d'eau, constituant un réseau hydrographique de 14 km de longueur totale,.
Le Bernès, d'une longueur totale de 18,3 km, prend sa source dans la commune d'Aurignac et s'écoule d'ouest en est. Il traverse la commune et se jette dans la Garonne à Cazères, après avoir traversé 9 communes.

### Climat
Pour des articles plus généraux, voir Climat de l'Occitanie et Climat de la Haute-Garonne.
En 2010, le climat de la commune est de type climat océanique altéré, selon une étude s'appuyant sur une série de données couvrant la période 1971-2000. En 2020, Météo-France publie une typologie des climats de la France métropolitaine dans laquelle la commune est toujours exposée à un climat océanique altéré et est dans la région climatique Aquitaine, Gascogne, caractérisée par une pluviométrie abondante au printemps, modérée en automne, un faible ensoleillement au printemps, un été chaud (19,5 °C), des vents faibles, des brouillards fréquents en automne et en hiver et des orages fréquents en été (15 à 20 jours).
Pour la période 1971-2000, la température annuelle moyenne est de 12,5 °C, avec une amplitude thermique annuelle de 14,8 °C. Le cumul annuel moyen de précipitations est de 896 mm, avec 9,9 jours de précipitations en janvier et 6,7 jours en juillet. Pour la période 1991-2020, la température moyenne annuelle observée sur la station météorologique la plus proche, située sur la commune de Palaminy à 9 km à vol d'oiseau, est de 13,2 °C et le cumul annuel moyen de précipitations est de 715,2 mm,. Pour l'avenir, les paramètres climatiques de la commune estimés pour 2050 selon différents scénarios d'émission de gaz à effet de serre sont consultables sur un site dédié publié par Météo-France en novembre 2022.

### Milieux naturels et biodiversité

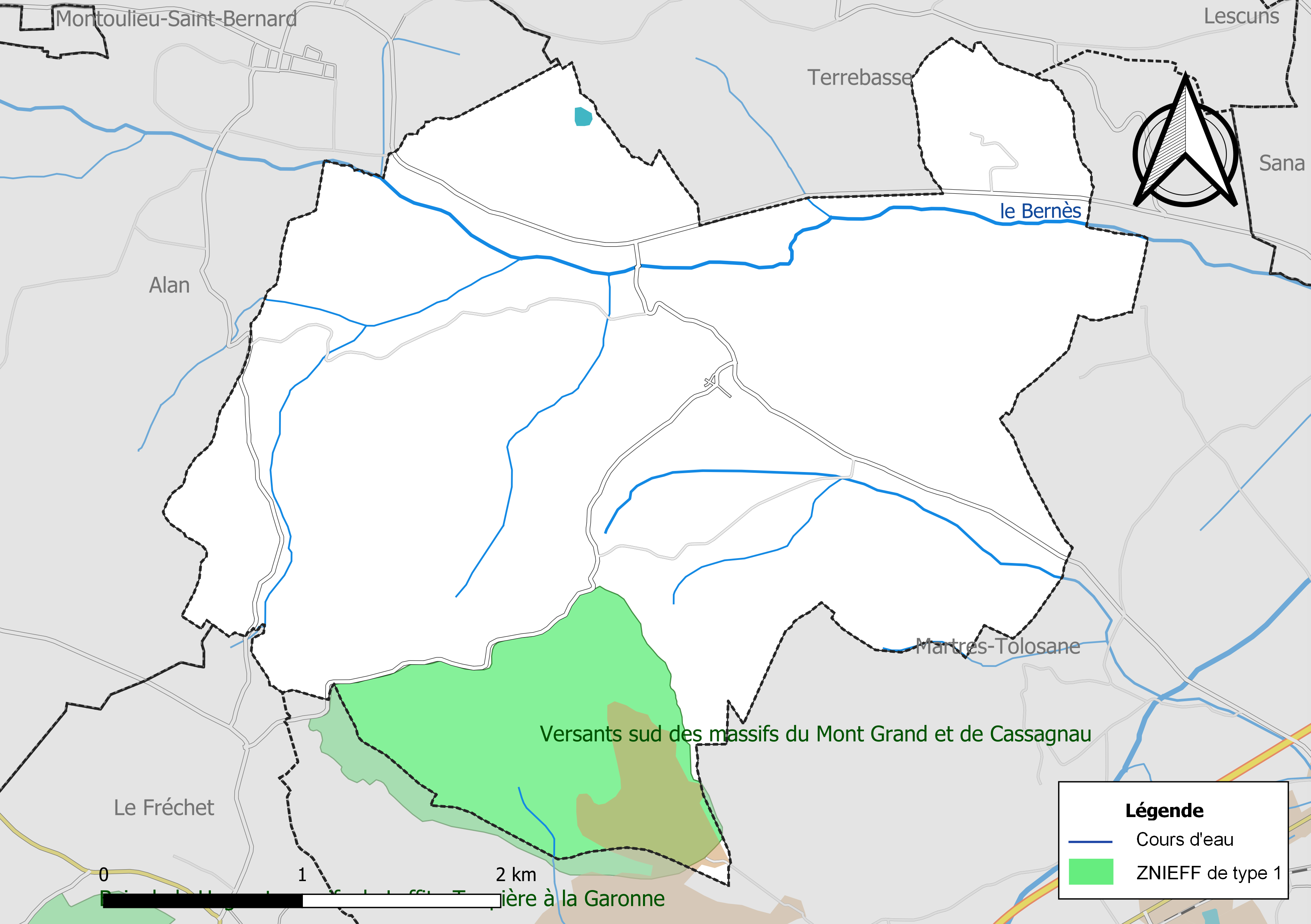
Carte de la ZNIEFF de type 1 localisée sur la commune.

L’inventaire des zones naturelles d'intérêt écologique, faunistique et floristique (ZNIEFF) a pour objectif de réaliser une couverture des zones les plus intéressantes sur le plan écologique, essentiellement dans la perspective d’améliorer la connaissance du patrimoine naturel national et de fournir aux différents décideurs un outil d’aide à la prise en compte de l’environnement dans l’aménagement du territoire.
Une ZNIEFF de type 1 est recensée sur la commune :
les « versants sud des massifs du Mont Grand et de Cassagnau » (179 ha), couvrant 2 communes du département et une ZNIEFF de type 2, : 
les « Petites Pyrénées en rive gauche de la Garonne » (3 525 ha), couvrant 12 communes du département.

## Urbanisme

### Typologie
Au 1er janvier 2024, Marignac-Laspeyres est catégorisée commune rurale à habitat très dispersé, selon la nouvelle grille communale de densité à sept niveaux définie par l'Insee en 2022.
Elle est située hors unité urbaine et hors attraction des villes,.

### Occupation des sols
L'occupation des sols de la commune, telle qu'elle ressort de la base de données européenne d’occupation biophysique des sols Corine Land Cover (CLC), est marquée par l'importance des territoires agricoles (53,2 % en 2018), une proportion identique à celle de 1990 (53,2 %). La répartition détaillée en 2018 est la suivante : forêts (44,1 %), prairies (35,9 %), terres arables (17,2 %), mines, décharges et chantiers (2,8 %). L'évolution de l’occupation des sols de la commune et de ses infrastructures peut être observée sur les différentes représentations cartographiques du territoire : la carte de Cassini (XVIIIe siècle), la carte d'état-major (1820-1866) et les cartes ou photos aériennes de l'IGN pour la période actuelle (1950 à aujourd'hui).

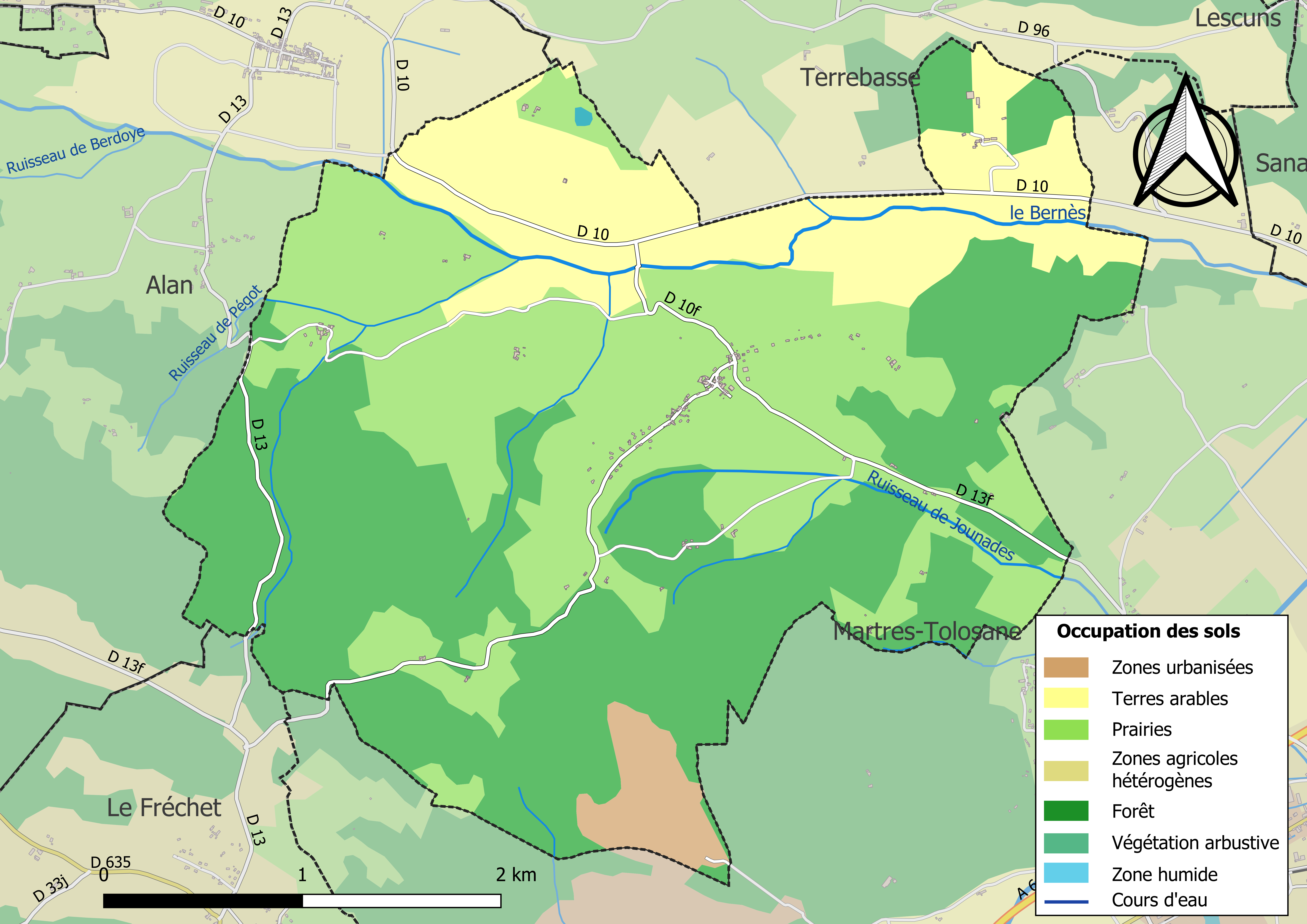
Carte des infrastructures et de l'occupation des sols de la commune en 2018 (CLC).

### Voies de communication et transports
- Par la route : l'A64 sortie  21 puis prendre la D 635 ancienne Route nationale 635 et les routes départementales D 13, D 13F ou D 10.

- Par le train : en gare de Boussens sur la ligne Toulouse - Bayonne.

### Risques majeurs
Le territoire de la commune de Marignac-Laspeyres est vulnérable à différents aléas naturels : météorologiques (tempête, orage, neige, grand froid, canicule ou sécheresse), feux de forêts et séisme (sismicité faible). Un site publié par le BRGM permet d'évaluer simplement et rapidement les risques d'un bien localisé soit par son adresse soit par le numéro de sa parcelle.
Un plan départemental de protection des forêts contre les incendies a été approuvé par arrêté préfectoral du 25 septembre 2006. Marignac-Laspeyres est exposée au risque de feu de forêt du fait de la présence sur son territoire du massif des Petites Pyrénées. Il est ainsi défendu aux propriétaires de la commune et à leurs ayants droit de porter ou d’allumer du feu dans l'intérieur et à une distance de 200 mètres des bois, forêts, plantations, reboisements ainsi que des landes. L’écobuage est également interdit, ainsi que les feux de type méchouis et barbecues, à l’exception de ceux prévus dans des installations fixes (non situées sous couvert d'arbres) constituant une dépendance d'habitation,

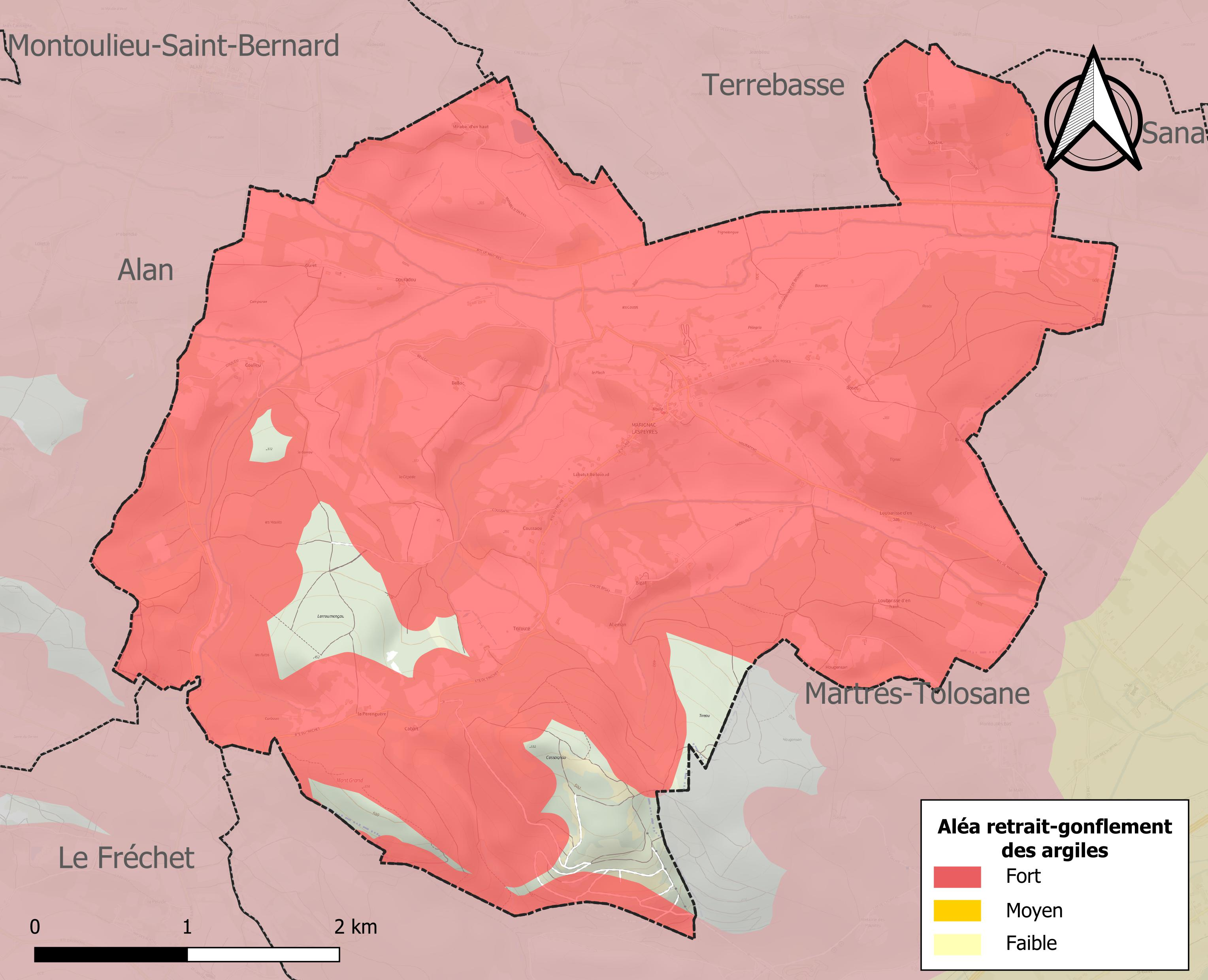
Carte des zones d'aléa retrait-gonflement des sols argileux de Marignac-Laspeyres.

Le retrait-gonflement des sols argileux est susceptible d'engendrer des dommages importants aux bâtiments en cas d’alternance de périodes de sécheresse et de pluie. 92,4 % de la superficie communale est en aléa moyen ou fort (88,8 % au niveau départemental et 48,5 % au niveau national). Sur les 98 bâtiments dénombrés sur la commune en 2019, 98 sont en aléa moyen ou fort, soit 100 %, à comparer aux 98 % au niveau départemental et 54 % au niveau national. Une cartographie de l'exposition du territoire national au retrait gonflement des sols argileux est disponible sur le site du BRGM,.
Par ailleurs, afin de mieux appréhender le risque d’affaissement de terrain, l'inventaire national des cavités souterraines permet de localiser celles situées sur la commune.
Concernant les mouvements de terrains, la commune a été reconnue en état de catastrophe naturelle au titre des dommages causés par la sécheresse en 1989, 1994, 2003, 2011 et 2017 et par des mouvements de terrain en 1999.

## Toponymie
Du point de vue de la toponymie de Marignac-Laspeyres, très peu d'informations nous aient parvenu. L'origine de ce nom doit sûrement provenir d'un patois local. Cependant, les suffixes en ac rappellent souvent l'occupation du territoire par des Romains, comme c'est le cas pour la commune.

## Histoire
Depuis la préhistoire, le territoire de Marignac-Laspeyres et ses alentours à révéler des traces d'occupation humaine.
Durant l'antiquité, la villa romaine de Coulieu (nom du lieu-dit sur laquelle elle se trouve) est fondée. Il s’agit d’une villa romaine située au bas d’une colline, au confluent des deux ruisseaux, qui abritait un ensemble thermal et un aqueduc occupé entre le IIe et le IVe siècle.
À partir du Moyen Âge jusqu'à sa disparition en 1790 pendant la Révolution française, la commune faisait partie du diocèse de Rieux.

## Politique et administration

### Administration municipale
Le nombre d'habitants au recensement de 2011 étant compris entre 100 et 499, le nombre de membres du conseil municipal pour l'élection de 2014 est de onze,.

### Rattachements administratifs et électoraux
Commune faisant partie de la huitième circonscription de la Haute-Garonne, de la communauté de communes Cœur de Garonne et du canton de Cazères. Avant le 1er janvier 2017, Marignac-Laspeyres faisait partie de la communauté de communes du canton de Cazères.

### Liste des maires
| Période                                  | Période  | Identité             | Étiquette | Qualité     |
| ---------------------------------------- | -------- | -------------------- | --------- | ----------- |
| avant 1988                               |          | Jean-Joseph Cazaulon |           |             |
| mars 2001                                | En cours | Jean-Luc Lasserre    | SE        | Agriculteur |
| Les données manquantes sont à compléter. |          |                      |           |             |

## Population et société

### Démographie
| 1793 | 1800 | 1806 | 1821 | 1831 | 1836 | 1841 | 1846 | 1851 |
| ---- | ---- | ---- | ---- | ---- | ---- | ---- | ---- | ---- |
| 411  | 404  | 462  | 530  | 413  | 472  | 481  | 492  | 498  |

| 1856 | 1861 | 1866 | 1872 | 1876 | 1881 | 1886 | 1891 | 1896 |
| ---- | ---- | ---- | ---- | ---- | ---- | ---- | ---- | ---- |
| 503  | 476  | 476  | 411  | 386  | 390  | 336  | 331  | 314  |

| 1901 | 1906 | 1911 | 1921 | 1926 | 1931 | 1936 | 1946 | 1954 |
| ---- | ---- | ---- | ---- | ---- | ---- | ---- | ---- | ---- |
| 289  | 285  | 254  | 195  | 187  | 170  | 178  | 184  | 186  |

| 1962 | 1968 | 1975 | 1982 | 1990 | 1999 | 2005 | 2006 | 2010 |
| ---- | ---- | ---- | ---- | ---- | ---- | ---- | ---- | ---- |
| 145  | 140  | 101  | 102  | 123  | 111  | 149  | 152  | 196  |

| 2015 | 2020 | 2022 | - | - | - | - | - | - |
| ---- | ---- | ---- | - | - | - | - | - | - |
| 221  | 200  | 199  | - | - | - | - | - | - |

| selon la population municipale des années : | 1968 | 1975 | 1982 | 1990 | 1999 | 2006 | 2009 | 2013 |
| Rang de la commune dans le département      | 522  | 342  | 493  | 421  | 429  | 418  | 403  | 388  |
| Nombre de communes du département           | 592  | 582  | 586  | 588  | 588  | 588  | 589  | 589  |

### Enseignement
Marignac-Laspeyres fait partie de l'académie de Toulouse.

### Culture
Feu de la Saint-Jean

### Activités sportives
Pétanque, chasse

### Écologie et recyclage
La collecte et le traitement des déchets des ménages et des déchets assimilés ainsi que la protection et la mise en valeur de l'environnement se font dans le cadre de la communauté de communes du canton de Cazères.
Une déchèterie intercommunale gérée par la communauté de communes est présente sur la commune de Mondavezan.

## Économie

### Revenus
En 2018  (données Insee publiées en septembre 2021), la commune compte 77 ménages fiscaux, regroupant 188 personnes. La médiane du revenu disponible par unité de consommation est de 22 400 € (23 140 € dans le département).

### Emploi
|                | 2008  | 2013  | 2018  |
| -------------- | ----- | ----- | ----- |
| Commune        | 5,8 % | 8,3 % | 7,5 % |
| Département    | 7,7 % | 9,6 % | 9,3 % |
| France entière | 8,3 % | 10 %  | 10 %  |

En 2018, la population âgée de 15 à 64 ans s'élève à 127 personnes, parmi lesquelles on compte 81,7 % d'actifs (74,2 % ayant un emploi et 7,5 % de chômeurs) et 18,3 % d'inactifs,. Depuis 2008, le taux de chômage communal (au sens du recensement) des 15-64 ans est inférieur à celui de la France et du département.
La commune est hors attraction des villes,. Elle compte 17 emplois en 2018, contre 15 en 2013 et 13 en 2008. Le nombre d'actifs ayant un emploi résidant dans la commune est de 95, soit un indicateur de concentration d'emploi de 17,6 % et un taux d'activité parmi les 15 ans ou plus de 59,3 %.
Sur ces 95 actifs de 15 ans ou plus ayant un emploi, 15 travaillent dans la commune, soit 16 % des habitants. Pour se rendre au travail, 90 % des habitants utilisent un véhicule personnel ou de fonction à quatre roues, 1,1 % les transports en commun, 3,3 % s'y rendent en deux-roues, à vélo ou à pied et 5,6 % n'ont pas besoin de transport (travail au domicile).

### Activités hors agriculture
9 établissements sont implantés  à Marignac-Laspeyres au 31 décembre 2019.
Le secteur des activités spécialisées, scientifiques et techniques et des activités de services administratifs et de soutien est prépondérant sur la commune puisqu'il représente 44,4 % du nombre total d'établissements de la commune (4 sur les 9 entreprises implantées  à Marignac-Laspeyres), contre 19,8 % au niveau départemental.

### Agriculture
|               | 1988 | 2000 | 2010 | 2020 |
| ------------- | ---- | ---- | ---- | ---- |
| Exploitations | 10   | 7    | 5    | 6    |
| SAU (ha)      | 488  | 495  | nd   | 392  |

La commune est dans « les Vallées », une petite région agricole consacrée à la polyculture sur les plaines et terrasses alluviales qui s’étendent de part et d’autre des sillons marqués par la Garonne et l’Ariège. En 2020, l'orientation technico-économique de l'agriculture  sur la commune est l'élevage de bovins, pour la viande. Six exploitations agricoles ayant leur siège dans la commune sont dénombrées lors du recensement agricole de 2020 (dix en 1988). La superficie agricole utilisée est de 392 ha,,.

## Culture locale et patrimoine

### Lieux et monuments
- Église Saint-Martin.

### Héraldique
| Blason de Marignac-Laspeyres | Blason  | Parti : au 1er coupé au I de gueules à trois rocs d'échiquier d'argent rangés en fasce, au II de sinople plain, au 2d d'azur à douze triangles d'or ordonnés 3, 3, 3, 2 et 1, les trois derniers plus grands que les autres. |
| Blason de Marignac-Laspeyres | Détails | Reprend les armes présentes sur une pierre sous le porche de l'église. Le statut officiel du blason reste à déterminer. |